# パルヴィーズ・メシュカティアン
パルヴィーズ・メシュカティアン(Parviz Meshkatian、ペルシア語:پرويز مشكاتيان; 1955年5月15日 - 2009年9月21日) はイランの音楽家、作曲家、研究者、テヘラン大学で講師も務めていた。

## バイオグラフィー
ニーシャープール出身。テヘラン芸術大学に入学し音楽理論を学び、ラディーフ(ペルシャ伝統音楽のレパートリー)を Nour Ali Boroumand、Dariush Safvat、Mohammad Taghi Massoudieh、Mehdi Barkeshli といった優れた音楽家に師事する。特にミルザー・アブドッラーのサントゥールとセタールのためのラディーフを集中的に研究した。
1977年に結成されたアレフ・アンサンブルの創立者の一人である。またシェイダ・アンサンブル(Sheyda ensemble)の設立にも参加した。そして現代イラン音楽の発展に大きく貢献した Chavosh Artistic and Cultural Foundation の設立者の一人でもある。
ヨーロッパとアジアで定期的にツアーを行い、フランス、ドイツ、イギリス、スウェーデン、オランダ、デンマークといった国々で演奏を行った。1982年の春には「サントゥールのための20の曲集」を発行した。1992年の春にイギリスで開催された Spirit of the Earth Festival では、メシュカティアンとアレフ・アンサンブルは1等賞を得た。
メシュカティアンとモハンマド・レザー･シャジャリアーン(Mohammad-Reza Shajarian)の競演は、現代ペルシア伝統音楽の中で最も美しい演奏と称えられ、レコーディングが実現したものもある。作曲家と研究者としての活動を続ける傍ら、テヘラン大学で音楽の教鞭を執った。
2009年9月21日、心臓発作のためテヘランで死去した。